# Treinramp bij Lac-Mégantic

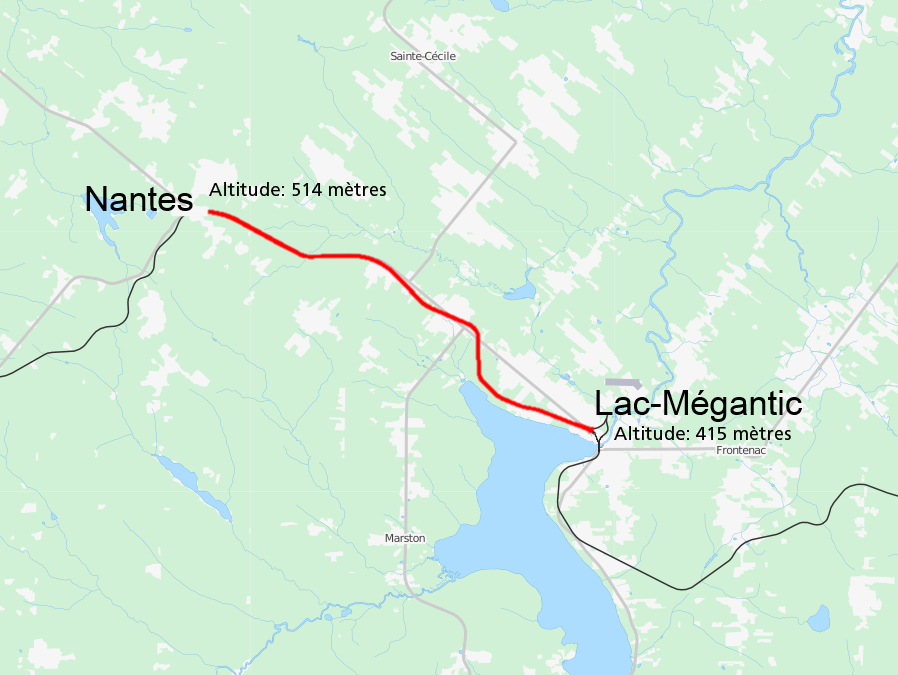
De trein reed elf kilometer onbemand van Nantes naar Lac-Mégantic.

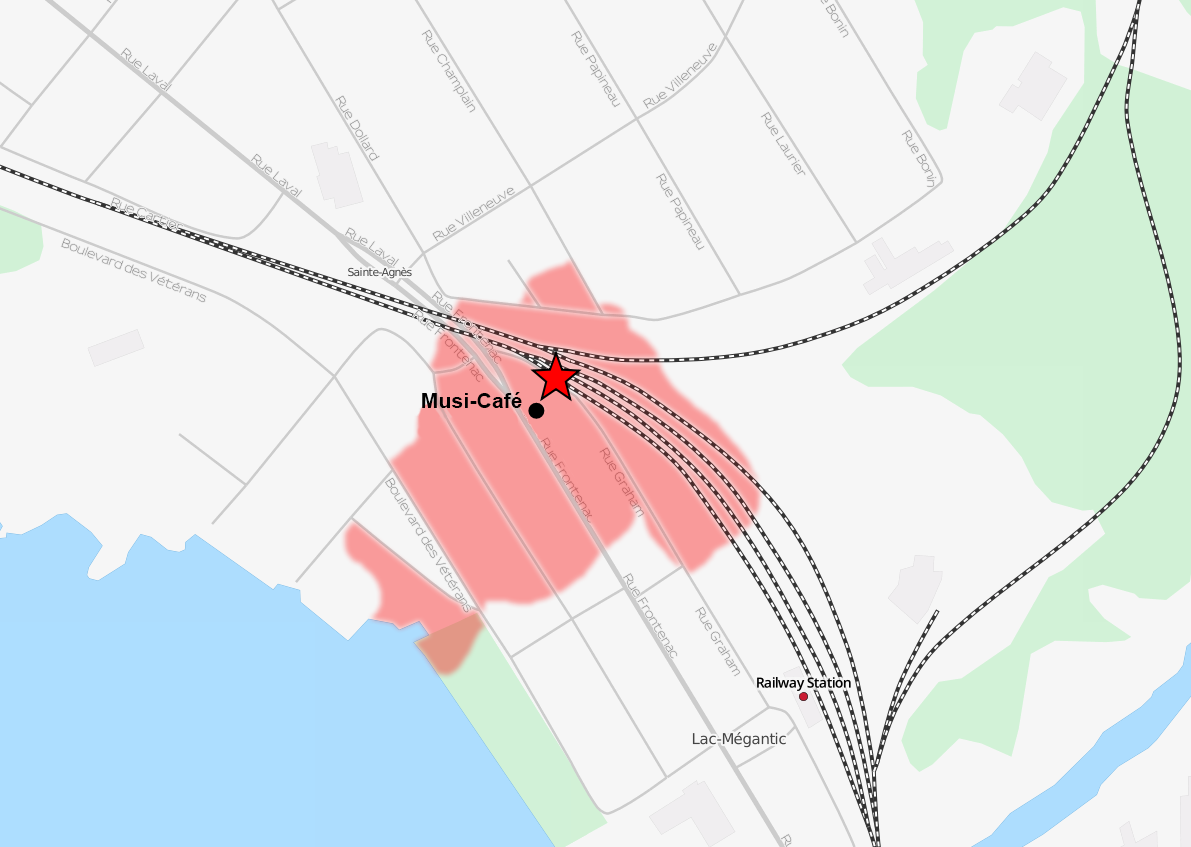
Plaats van het ongeval en het getroffen gebied.

De treinramp van Lac-Mégantic vond plaats in het stadje Lac-Mégantic in de Canadese provincie Québec, toen op 6 juli 2013 omstreeks 1:15 uur een onbemande goederentrein van de Montreal, Maine and Atlantic Railway (MMA) met vijf locomotieven en 72 ketelwagens op de spoorlijn Brookport – Mattawamkeag ontspoorde. De trein vervoerde aardolie uit de Amerikaanse deelstaat North Dakota naar een raffinaderij van Irving Oil in de Canadese provincie New Brunswick.

## Aanloop
Volgens gegevens van de spoorwegmaatschappij was de trein in het elf kilometer noordwestelijker gelegen plaatsje Nantes ongeveer drie uur eerder geparkeerd, terwijl de machinist volgens plan zou gaan overnachten in een hotel. Tevoren had hij gewoontegetrouw vier van de vijf diesellocomotieven, uitgeschakeld. Eén locomotief bleef in bedrijf voor het op druk houden van de luchtdrukremmen van de trein.

## Het ongeval
De onbemande trein raakte op de naar beneden hellende spoorlijn in beweging en ontspoorde na 11 kilometer uiteindelijk in het stadje Lac-Mégantic in een boog na een spoorwegovergang aan de noordkant van het station.
Nadat de met ieder 113.000 liter aardolie gevulde ketelwagens ontspoorden en gedeeltelijk gekanteld waren, raakten zij door de uitstromende olie grotendeels in brand. Zeker vijf ketelwagens explodeerden. Dertien onbeschadigde ketelwagens aan het einde van de trein werden voor zij in brand konden raken door spoorwegwerkers tijdig weggerangeerd. De zich uitbreidende brandende olie zette ook talrijke gebouwen, waarin bewoners sliepen, in brand. Ook een drukbezocht muziekcafé brandde af. Ongeveer 120 brandweerlieden uit Lac-Mégantic, nabijgelegen plaatsen en de Verenigde Staten bestreden de brand. De laatste branden konden pas na meer dan 48 uur geblust worden.

## Onderzoek
Door het onderzoeken van de train event recorder, een soort zwarte doos, hoopte het uit negen man bestaande onderzoeksteam van de verantwoordelijke Canadese toezichthouder op de transportveiligheid, Transportation Safety Board of Canada (TSB), verder te weten te komen hoe het tot dit ongeval is gekomen. Uiteindelijk werd een aanzienlijk aantal problemen en gebeurtenissen gevonden die hebben bijgedragen aan het ongeval. Een slordig uitgevoerde reparatie aan de locomotief heeft vermoedelijk geleid tot het in brand raken van de motor. Bij de bluswerkzaamheden is de enige werkende locomotief uitgeschakeld, waardoor ook de luchtdrukremmen niet langer werden bekrachtigd. Omdat er te weinig handremmen waren vastgezet en er verder geen fysieke veiligheidsvoorzieningen waren (zoals een ontspoorinrichting) kon de trein in beweging raken en op hoge snelheid Lac-Mégantic bereiken, waar de trein onstpoorde. MMA en verschillende medewerkers zijn in staat van beschuldiging gesteld wegens nalatigheid.

## Gevolgen
Er kwamen 47 mensen om het leven, waarvan er vijf niet gevonden konden worden; mogelijk waren de lichamen volledig verbrand. In Lac-Mégantic werden ongeveer 30 gebouwen in het centrum verwoest. Duizend bewoners werden geëvacueerd.
Er dreigde olievervuiling: ongeveer 100.000 liter aardolie zou in de Rivière Chaudière gevloeid zijn.
Op 7 augustus 2013 vroeg MMA het faillissement aan in zowel Canada als de Verenigde Staten. De inkomsten van de spoorwegmaatschappij liepen terug omdat het spoor bij Lac-Mégantic wekenlang niet werd vrijgegeven en het bedrijf te kampen kreeg met hoge schoonmaakkosten en juridische kosten.